# 皆川広隆
 皆川　広隆（みながわ ひろたか、慶安元年（1648年）- 宝永7年1月13日（1710年2月11日））は、江戸幕府旗本。皆川秀隆の子。母は松平成重の娘。通称、左京。
明暦3年（1657年）父が没し家督を継ぐ。元禄10年（1697年）頃に領内の常陸国行方郡中根村、繁昌村、吉川村の広大な田（30余町歩余）の水不足解消の為灌漑用水事業を行った。水不足が無くなり、舟の通行をできる運河を造成したので、善行としてたたえられ皆川堀と呼ばれた。元禄11年領地を遠江国豊田郡、山名郡、周智郡内に移された。元禄14年に家督を嫡男皆川広逵に譲り、隠居し説翁と号した。宝永7年、63歳で没した。